# Centre de recherche sur l'environnement alpin
Le Centre de recherche sur l'environnement alpin (CREALP) est une fondation suisse à but non lucratif basée à Sion. Le CREALP mène des projets de recherche appliquée dans le domaine des géosciences orientés principalement vers les problématiques de surveillance environnementale et de risques naturels, ainsi que dans la mise en valeur des ressources naturelles. Depuis plus d’une vingtaine d’années, le CREALP est étroitement engagé auprès du Canton du Valais pour fournir un appui scientifique et technique ainsi que son expertise dans ces différents domaines d’activités. Il constitue une structure relais entre le monde académique, la pratique, les structures institutionnelles cantonales et fédérales et d'autres organismes à but non-lucratifs. Le centre organise également des formations pour les praticiens et les étudiants.

## Historique
Initialement dénommé CRSFA (Centre de recherches scientifiques, fondamentales et appliquées de Sion), l’institut a été fondé en 1968 par le Canton du Valais et la Ville de Sion dans le but de promouvoir la recherche appliquée en géologie, hydrologie et climatologie en Valais, et de manière plus générale en régions alpines. Officiellement rebaptisé CREALP en 1998, le Centre a vu son activité scientifique véritablement démarrer en 1987 sous l’impulsion et la direction du Géologue cantonal.

## Organisation
En tant que fondation de droit privé à but non lucratif, le CREALP s'appuie sur deux entités:
- Un Conseil de Fondation qui fixe les objectifs stratégiques et supervise la gestion du centre. Il se compose notamment de représentants du Canton du Valais, de la ville de Sion, de la Confédération et des Hautes écoles suisses.
- Un Groupe d'Appui technoscientifique regroupant des experts de divers milieux (pratique, académique, coopération et développement, etc.) qui oriente les axes de recherche et de développement et formule des propositions pour renforcer les activités et compétences du CREALP.

## Projets
Le CREALP est actif dans le domaine des sciences de la terre au travers de projets de recherche en :
- hydrogéologie: étude de la nappe alluviale de la plaine du Rhône;
- hydrologie: problématique de la gestion des crues en Valais, projet MINERVE [2], étude du charriage dans les cours d'eau;
- géologie: étude du déclenchement de laves torrentielles en lien avec la fonte du permafrost, méthodologie d'auscultation de falaises MATTEROCK [3], système de télésurveillance GUARDAVAL [4];
- cartographie: élaboration de la "Méthode Sion" pour l'établissement de cartes géologiques, développement d'outils SIG comme Toolmap (en collaboration avec Swisstopo) ou ColtopGIS.

Le CREALP a en outre été engagé dans plusieurs programmes INTERREG (IIc, III et IV), comme PRINAT ,  Falaises , RocksliDetec , RiskYdroGeo , ou encore plus récemment RiskNat .